# Yukio Yamanouchi
Yukio Yamanouchi (jap. 山之内 幸夫, Yamanouchi Yukio; * 1946) ist ein japanischer Rechtsanwalt, Autor und Schauspieler.
Yamanouchi ist als Rechtsanwalt für die Yakuza tätig. Seine langjährige Erfahrung, die er dadurch in dem Milieu der Yakuza sammeln konnte, nutzte er, um mehrere belletristische Bücher zu schreiben. Seine Bücher zeichnen sich dadurch aus, dass Yamanouchi auf ein Happy End verzichtet. Viele seiner Werke wurden erfolgreich verfilmt. Yamanouchi selbst spielte in einigen dieser Filme kleine Rollen als für die Yakuza tätiger Rechtsanwalt.
2013 kam er hierzu in der Dokumentation Yakuza – Gangster und Wohltäter des deutschen Journalisten und Fernsehproduzenten Alexander Detig zu Wort.